# 1981년 프랑스 대통령 선거
1981년 프랑스 대통령 선거는 1981년 4월 26일에 1차 투표가 실시되었으며 5월 10일에 결선 투표가 실시되었다. 선거 전 발레리 지스카르 데스탱의 지지율은 사회당의 프랑수아 미테랑과 맞붙어 60%를 기록해 무난히 재선될 것으로 예측되었다. 그러나 데스탱 정부 밑에 있던 자크 시라크가 공화국연합 소속으로 대선에 출마하면서 데스탱을 공격하면서 보수 진영이 분열하였으며 미테랑은 경제 회복을 공약으로 내걸어 서서히 지지세를 올렸다.
1차 투표 결과 1위인 데스탱과 2위인 미테랑이 결선 투표에 오르자 미테랑은 여론조사에서 데스탱 후보를 압서기 시작하였고 결선 투표에서 51.8%의 득표율을 얻어 48.2%에 그친 데스탱을 따돌리고 대통령에 당선되었다. 미테랑은 프랑스 제5공화국에서 최초로 사회주의자 대통령이 되었다.

## 선거 결과

1차 투표 지역별 최다득표자
발레리 지스카르 데스탱
프랑수아 미테랑
자크 시라크
조르주 마르쉐

결선 투표 지역별 최다득표자
프랑수아 미테랑
발레리 지스카르 데스탱

| 후보                                                                | 후보                   | 정당            | 정당        | 1차 투표   | 1차 투표 | 2차 투표   | 2차 투표 |
| 후보                                                                | 후보                   | 정당            | 정당        | 득표수     | %        | 득표수     | %        |
| ------------------------------------------------------------------- | ---------------------- | --------------- | ----------- | ---------- | -------- | ---------- | -------- |
|                                                                     | 발레리 지스카르 데스탱 | 프랑스 민주연합 | UDF         | 8,222,432  | 28.32%   | 14,642,306 | 48.24%   |
|                                                                     | 프랑수아 미테랑        | 사회당          | PS          | 7,505,960  | 25.85%   | 15,708,262 | 51.76%   |
|                                                                     | 자크 시라크            | 공화국연합      | RPR         | 5,225,848  | 18.00%   |            |          |
|                                                                     | 조르주 마르쉐          | 프랑스 공산당   | PCF         | 4,456,922  | 15.35%   |            |          |
|                                                                     | 브라이스 라룬데        | 환경정치운동    | MEP         | 1,126,254  | 3.88%    |            |          |
|                                                                     | 아를레트 라기예르      | 노동자 투쟁     | LO          | 668,057    | 2.30%    |            |          |
|                                                                     | 미셸 크레푸            | 좌익급진당      | PRG         | 642,847    | 2.21%    |            |          |
|                                                                     | 미셸 드브레            | 기타우파        | DVD         | 481,821    | 1.66%    |            |          |
|                                                                     | 마리-프랑스 가로드     | 기타우파        | DVD         | 386,623    | 1.33%    |            |          |
|                                                                     | 위게트 보샤두          | 통합사회당      | PSU         | 321,353    | 1.11%    |            |          |
|                                                                     |                        |                 |             |            |          |            |          |
| 합계                                                                | 합계                   | 합계            | 합계        | 29,038,117 | 100%     | 30,350,568 | 100%     |
|                                                                     |                        |                 |             |            |          |            |          |
| 유효표                                                              | 유효표                 | 유효표          | 유효표      | 29,038,117 | 98.38%   | 30,350,568 | 97.12%   |
| 기권/무효                                                           | 기권/무효              | 기권/무효       | 기권/무효   | 477,965    | 1.62%    | 898,984    | 2.88%    |
| 투표율                                                              | 투표율                 | 투표율          | 투표율      | 29,516,082 | 81.09%   | 31,249,552 | 85.85%   |
| 불참                                                                | 불참                   | 불참            | 불참        | 6,882,777  | 18.91%   | 5,149,210  | 14.15%   |
| 등록 유권자                                                         | 등록 유권자            | 등록 유권자     | 등록 유권자 | 36,398,859 |          | 36,398,762 |          |
|                                                                     |                        |                 |             |            |          |            |          |
| 출처: List of candidates · First round result · Second round result |                        |                 |             |            |          |            |          |